# Mine de Cadia-Ridgeway
La mine de Cadia-Ridgeway est une mine à ciel ouvert et souterraine de cuivre et d'or située près d'Orange en Nouvelle-Galles du Sud,,. Elle appartient à Newcrest Mining.